# Symphytum besseri
Symphytum besseri là loài thực vật có hoa trong họ Mồ hôi. Loài này được Zaver. miêu tả khoa học đầu tiên.